# Aserbaidschanische Sowjet-Enzyklopädie

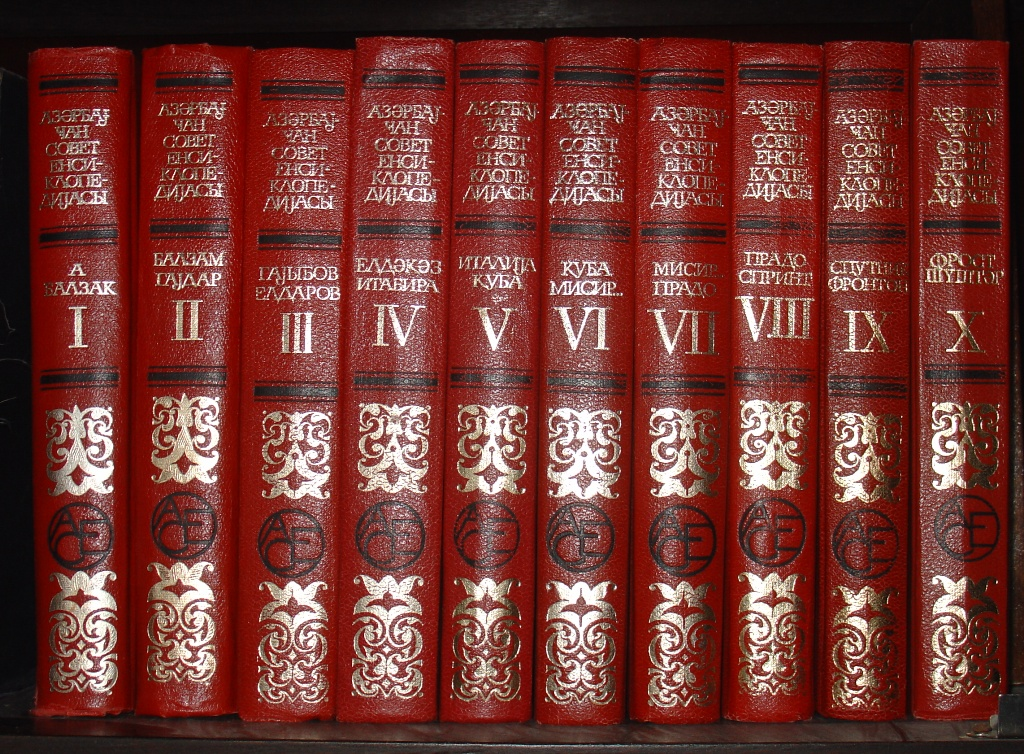
Aserbaidschanische Sowjet-Enzyklopädie

Die Aserbaidschanische Sowjet-Enzyklopädie (aserbaidschanisch Azərbaycan Sovet Ensiklopediyası, kyrillisch: Азәрбајҹан Совет Енсиклопедијасы) ist eine zehnbändige universelle Enzyklopädie, die von 1976 bis 1987 in Baku (Aserbaidschan) von der Akademie der Wissenschaften der Aserbaidschanischen SSR veröffentlicht wurde.
Die Chefredakteure waren Rasul Rza und Dschemil Kulijew. Nach den zehn Hauptbänden sollte ein Sonderband über Aserbaidschan erscheinen, der jedoch aufgrund der zunehmenden politischen Probleme und der schwierigen wirtschaftlichen Lage nicht veröffentlicht wurde.

## Liste der Bände nach Erscheinungsdatum
| Band           | Jahr        | Lemmata           |
| -------------- | ----------- | ----------------- |
| 1              | 1976        | А – БАЛЗАК        |
| 2              | 1978        | БАЛЗАМ – ГАЈДАР   |
| 3              | 1979        | ГАЈЫБОВ – ЕЛДАРОВ |
| 4              | 1980        | ЕЛДӘКӘЗ – ИТАВИРА |
| 5              | 1981        | ИТАЛИЈА – КУБА    |
| 6              | 1982        | КУБА – МИСИР      |
| 7              | 1983        | МИСИР – ПРАДО     |
| 8              | 1984        | ПРАДО – СПРИНТ    |
| 9              | 1986        | СПУТНИК – ФРОНТОН |
| 10             | 1987        | ФРОСТ – ШҮШТӘР    |
| Summe (1 – 10) | 1976 – 1987 | А – ШҮШТӘР        |

## Quelle
1. ↑  Азәрбајҹан Совет Енсиклопедијасы (Azərbaycan Sovet Ensiklopediyası). In: www.elibrary.az. Azərbaycan Respublikası Prezidentinin İşlər İdarəsinin Prezident Kitabxanası, abgerufen am 29. Mai 2019 (russisch).